# Марксофон
Марксофон — музичний інструмент, створений Генрі Чарльзом Марксом і запатентований ним 1912 року.
Американський винахідник Генрі Чарльз Маркс (1875—1947) виготовляв «гібридні» музичні інструменти. 1927 року він заснував Марксохімську колонію в місті Нью-Трой, штат Мічиган, де жив разом з родиною та керував фабрикою з виробництва музичних інструментів. Марксофон був найбільш з успішних інструментів, що виготовлялися в колонії, поєднуючи елементи автоарфи, дульцимера та цитри, та за формою нагадуючи автоарфу. Марксофон містив набір подвійних струн діапазоном у дві октави, а також набір молоточків, якими можна було керувати за допомогою клавіш. На марксофоні грали за допомогою двох рук, поклавши інструмент на коліна або на стіл: ліва рука перебирала струни, граючи акорди, а права натискала на клавіші.
Серед музикантів, які використовували марксофон у своїх творах: Рей Манзарек з гурту The Doors, що зіграв на ньому в пісні «Alabama Song» з дебютного альбому гурту 1965 року; гурт The Monkees, що додав марксофон до пісні «PO Box 9847» з альбому The Birds, the Bees & the Monkees 1967 року; гітарист Майкл Локвуд, що зіграв на марксофоні в пісні «The Moth» з альбому співачки Еймі Манн Lost in Space 2002 року.